# François-Marie Villiers
Pour les articles homonymes, voir Villiers.
François Marie Villiers, né le 24 août 1824 à Sully-sur-Loire (Loiret) et mort le 26 février 1885 à Brest (Finistère), est un homme politique français.
Élève de Saint-Cyr en 1843, il quitte l'armée en 1850. Conseiller municipal et adjoint au maire de Brest, il est administrateur des hospices et président de la société de secours mutuels. Conseiller d'arrondissement en 1858 et président de ce conseil, il est conseiller général du canton de Daoulas de 1874 à 1880. Il est député du Finistère de 1876 à 1885, siégeant chez les monarchistes. Il est le père d’Émile Villiers, député du Finistère.

## Sources
- « François-Marie Villiers », dans Adolphe Robert et Gaston Cougny, Dictionnaire des parlementaires français, Edgar Bourloton, 1889-1891 [détail de l’édition]